# ليديا ديزموند
ليديا ديزموند (بالإسبانية: Lidia Desmond)‏ هي مغنية وممثلة أرجنتينية، ولدت في 1907.

## وصلات خارجية
- ليديا ديزموند على موقع IMDb (الإنجليزية)